# Sebastian Svärd
Sebastian Steve Qvacoe Cann-Svärd (född 15 januari 1983 i Hvidovre) är en dansk fotbollsspelare av svensk och ghanansk härkomst som sedan 2016 spelar för isländska Þróttur Reykjavík.
Svärd har spelat mer än 50 matcher för olika danska ungdomslandslag. Den 27 februari 2013 stod det klart att Svärd blev klar för Syrianska.